# Калмыкова, Вера Владимировна
Вера Владимировна Калмыкова (1967, Москва) — российский филолог, искусствовед, поэт.

## Биография
Родилась в 1967 году в Москве.
Окончила филологический факультет Тверского государственного университета. Заочно училась на факультете теоретической и прикладной лингвистики РГГУ. Работала в Театральном музее им. А. А. Бахрушина.
Автор многих книг по истории искусства, истории литературы. Постоянно публикуется в журналах «Нева», «Октябрь», «Юный художник», альманахе «Дерибасовская-Ришельевская», «Дружба народов», «Иностранная литература», «Знамя», «Новое литературное обозрение», «Новый мир»
.
Дебютная поэтическая книга Веры Калмыковой «Первый сборник» была опубликована в Милане в 2004 году.
В 2007 году защитила кандидатскую диссертацию на тему «Теоретико-литературные взгляды В. Я. Брюсова».
Работала главным редактором издательства «Русский импульс».
Живёт и работает в Москве.
В 2023 году вместе со Стефанией Даниловой создала поэтическую программу «Часослов», которая была исполнена в Государственном литературном музее.

## Награды
- Лауреат премии для переводчиков им. А. Зверева от журнала Иностранная литература, 2012 г[4].
- Лауреат премии журнала «Гостиная» за 2022[5] и 2024[6] гг.
- Лонг-лист Всероссийской литературной премии им. Абрамова «Чистая книга» за книгу «Творцы речей недосказанных»[7] (2024 г).
- Лонг-лист Всероссийского конкурса «Патриотический верлибр» журнала «Москва»[8], 2024 г.
- Лонг-лист Zverev Art Prize за книгу «Галина Эдельман. Материалы к биографии художника и поколения»[9] (2024 г).
- Издательство «Молодая гвардия» стало лауреатом Национальной премии «Лучшие книги и издательства — 2010» в номинации «Биографии» за книгу В. Калмыковой и С. Иванова «Очень маленькая Родина. Иллюстрированное путешествие»[10]

## Отзывы
Не так просто все это объединить, осмыслить в целом. Объединить хотя бы для того, чтобы понять сначала самому, а потом сказать другим: какой все-таки поэт Вера Калмыкова. Традиционный или новатор? Не просто? Да, иной раз кажется: совершенно невозможно. Ключ, впрочем, она же сама и дает. Ключ этот — слово «контекст». <…> Нужность его для В. Калмыковой проявляется, например, в том, что едва ли не самые яркие её стихи — те, которые суть функция («отсвет», пользуясь её словом) от какого-то, не менее яркого, контекстного сгустка. От М. Л. Гаспарова, скажем. Конечно же, то, что она пишет, это «производное» от гаспаровской, немного темной для простых смертных учености.
— Юрий Гусев. О книге Веры Калмыковой «Растревоженный воздух».
Вера Калмыкова — не только автор книг и множества публикаций в толстых журналах, в том числе и в «Знамени», но ещё и опытный педагог. Её ученики неизменно показывают высокие результаты на едином госэкзамене по литературе, Калмыкова может похвастаться даже тремя стобалльниками. Методические разработки автора легли в основу книги «Литература для нервных». Впрочем, издание предназначено не только для школьников.
— Станислав Секретов. О книге В.Калмыковой «Литература для нервных»
Девятнадцать творцов речей недосказанных перестали быть безнадежно далекими холодными звездами русской литературы. Вера Калмыкова зовет читателя к себе на балкон, указывает в синее небо и говорит: смотри. Она повышает видимость.
— Стефания Данилова. Повышая видимость: заметки на полях «Творцов речей недосказанных» В. Калмыковой
Могу согласиться с автором послесловия Вадимом Перельмутером, говорившим, что взрыв поэтический рубежа веков (рубежа нынешнего) привел многих стихотворцев к вторичности, от которой Вера Калмыкова удивительным образом ускользнула — «по касательной, вслушиваясь и вдумываясь в происходящее вовне и отбирая, органически осваивая, присваивая своей отдельности всё, что соответствовало внутреннему смыслу, необходимой и остаточной краткости высказывания».
— Владимир Кантор. Воздух поэзии

## Книги
- Калмыкова В. Венецианская живопись XV—XVI веков. — М.: Белый город, 2008. — 128 с. — ISBN 978-5-7793-1442-8.
- Калмыкова В. Растревоженный воздух. Стихи. — М.: «Русский импульс», 2010.
- Калмыкова В. Пейзаж в мировой живописи. — М.: Белый город, 2011. — 384 с. — ISBN 978-5-7793-2183-9.
- Калмыкова В., Темкин В. Немецко-австрийская живопись. XVIII—XIX. — М.: Белый город, 2014. — 128 с. — ISBN 978-5-7793-4422-7.
- Калмыкова В. Пабло Пикассо. — М.: КоЛибри, 2015. — 96 с. — ISBN 978-5-389-09575-5.
- Калмыкова В. Сальвадор Дали. — М.: КоЛибри, 2015. — 96 с. — ISBN 978-5-389-09574-8.
- Калмыкова В. Михаил Булгаков. — М.: КоЛибри, 2015. — 96 с. — ISBN 978-5-389-09662-2.
- Калмыкова В. История в веках. — М.: Белый город, 2016. — 44 с. — ISBN 978-5-7793-4009-0.
- Калмыкова В. Тициан. Религиозные сюжеты. — М.: Белый город, 2018. — 222 с. — ISBN 978-5-7793-5157-7.
- Калмыкова В. Как начать разбираться в архитектуре. — М.: АСТ, 2020. — 320 с. — ISBN 978-5-17-114223-0.
- Калмыкова В. Лев Жегин. Мистика искусства. — М.: Русский импульс, 2021. — 224 с. — ISBN 978-5-60-404279-3.
- Калмыкова В. Шедевры импрессионизма. — М.: Белый город, 2022. — 180 с. — ISBN 978-5-7793-4090-8.
- Калмыкова В. Литература для нервных. — М.: АСТ, 2023.